# Panarthropoda
Clade
Embranchements de rang inférieur
- Arthropoda
- Onychophora
- Tardigrada

Les Panarthropodes (Panarthropoda) sont un clade d'animaux ecdysozoaires segmentés à squelette externe plus ou moins rigide. Il comprend les Arthropodes, les Onychophores et les Tardigrades, ces deux derniers parfois regroupés dans le sous-clade des Pararthropoda.

## Étymologie
Le mot Panarthropoda est formé sur le grec ancien πᾶν : pân (« tout, totalité »), ἄρθρον : arthron (« articulation ») et ποδός : podos (« pied »). C'est le taxon supérieur des Arthropoda, qui en est son principal sous-groupe.

## Caractéristiques
Les Panarthropodes se caractérisent par :
- la présence de pattes ;
- la présence de griffes ;
- un système nerveux ventral avec ganglions cérébroïdes fusionnés ;
- un corps segmenté (métamérie qui a la même origine[1]) ;
- des mues permettant la croissance de l'individu ;
- un nombre pair d'appendices ;
- des appendices péribucaux modifiés en pièces buccales pour la prise de nourriture ;
- un cœur dorsal avec ostioles latéraux ;
- la cavité générale en hémocœle ;
- la gonochorie.

## Phylogénie
Les Panarthropodes rassemblent les sous-groupes suivants :
- Onychophora
- Tardigrada
- Arthropodes
  - Chélicérés
    - Xiphosura
    - Pycnogonides
    - Arachnides

  - Mandibulés
    - Myriapodes
    - Pancrustacés
      - Rémipèdes
      - Céphalocarides
      - Maxillopodes
      - Branchiopodes
      - Malacostraques
      - Hexapodes
        - Insectes

## Galerie

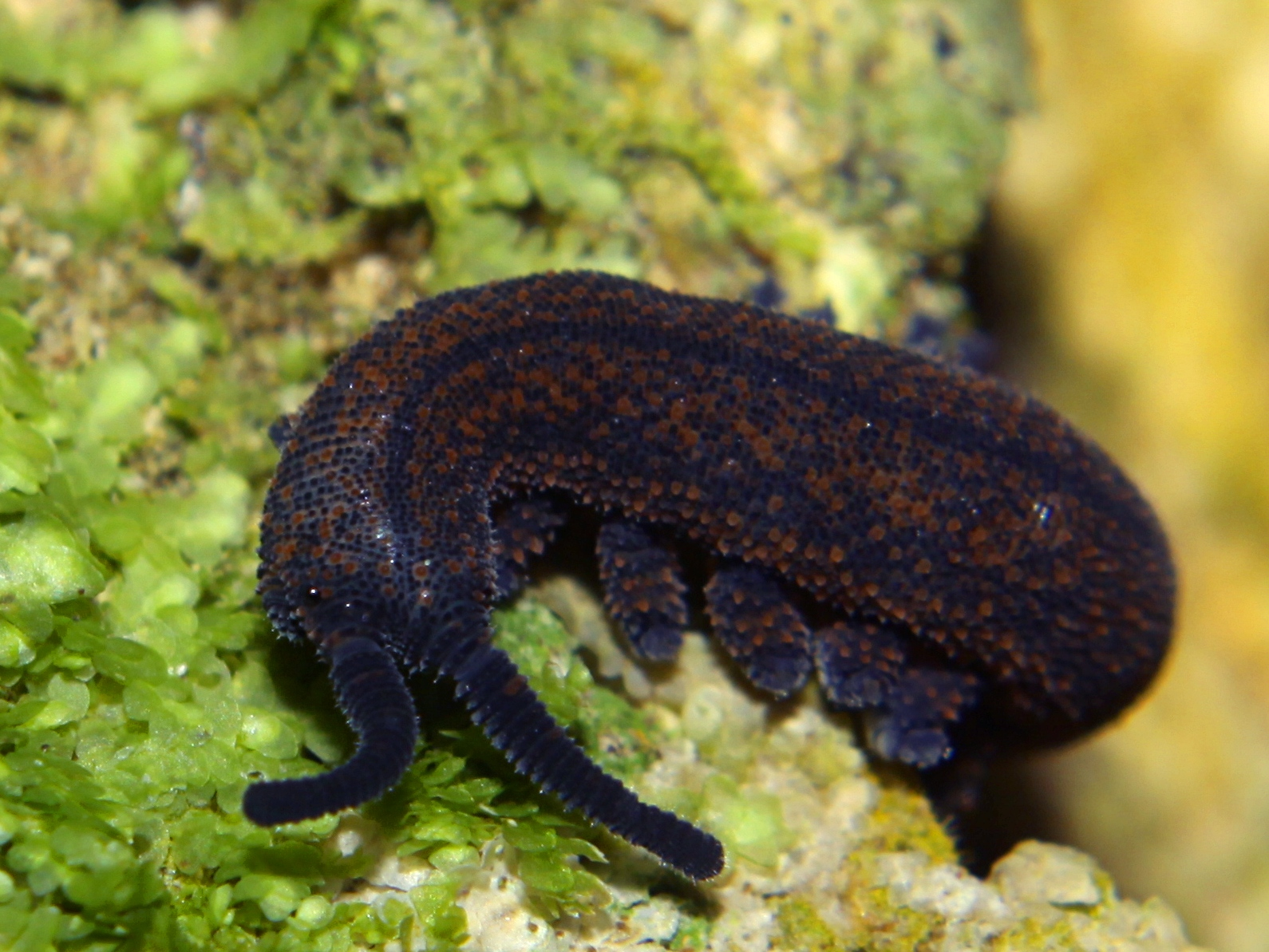
L'Onychophore Peripatoides.
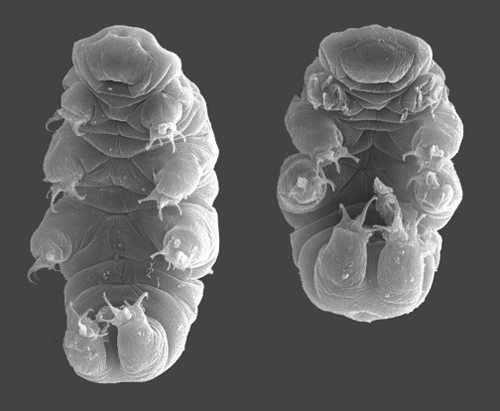
Le Tardigrade Hypsibius dujardini.
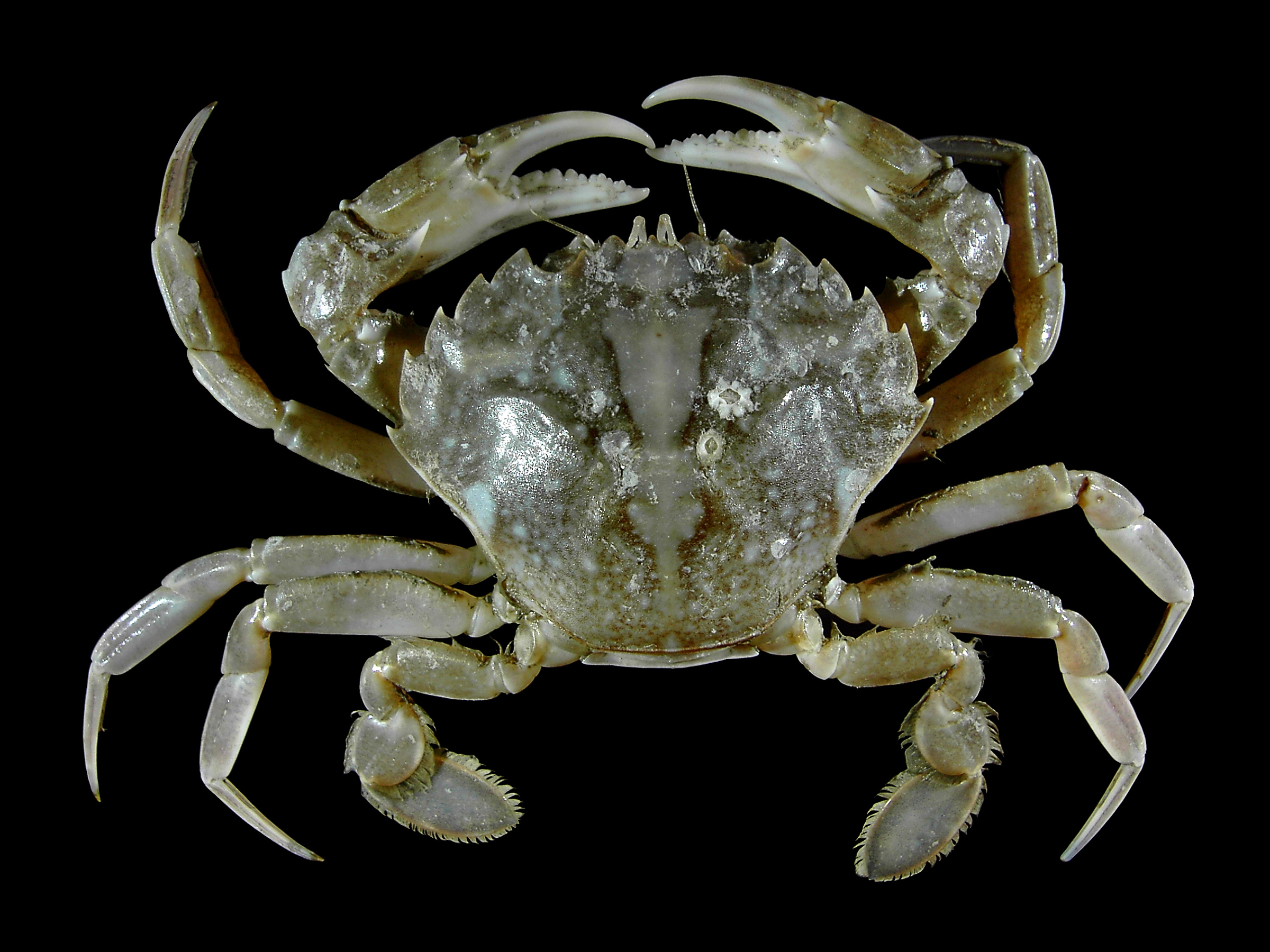
L'Arthropode Liocarcinus vernalis.